# 王子铭 (1988年)
王子铭（1988年10月11日—），中国足球运动员，辽宁省大连市人，司职前锋，现效力中国足球乙级联赛黑龙江火山鸣泉。王子铭出身大连毅腾青训，不满18岁即参加中国足球乙级联赛，一年后踢上了中国足球甲级联赛。但是除2007、2008两年参加中甲联赛之外，王子铭长期在中乙联赛踢球。
王子铭出自大连毅腾青训体系。2006年，毅腾重返职业足坛，不满18岁的王子铭进入球队报名单，参加中国足球乙级联赛。这个赛季，毅腾完成升级。之后两年，王子铭随队参加了中国足球甲级联赛。2008年底，毅腾降入乙级，此后两个赛季王子铭仍参加中乙联赛。2011年，大连毅腾将他与孙世林、张靖洋三人打包卖给中乙新军抚顺新野。一个赛季过后，抚顺新野又将一线队整体卖给了辽宁东北虎足球俱乐部。然而辽宁东北虎后来并未报名参加乙级联赛，王子铭转战西宁，加盟青海森科，踢了一年乙级联赛。2015年，王子铭加盟另一家乙级俱乐部安徽力天。一年后球队北迁哈尔滨，改名黑龙江火山鸣泉。